# Marek Domaracki
Marek Robert Domaracki (* 11. Oktober 1964 in Piotrków Trybunalski; † 12. August 2019 ebenda) war ein polnischer Politiker der Ruch Palikota (Palikot-Bewegung).
Marek Domaracki hatte einen Magister in Pädagogik. Weiterhin schloss er an der Universität Łódź ein Aufbaustudium zum Steuerrecht ab. Er arbeitete für die Narodowy Bank Polski, das Finanzamt und war mehrere Jahre Schöffe am Amtsgericht in Piotrków Trybunalski. 2006 wurde er selbständiger Unternehmer.
Zu den Parlamentswahlen 2011 trat er für die Ruch Palikota im Wahlkreis 10 Piotrków Trybunalski an. Mit 9.986 Stimmen erlangte er ein Mandat für den Sejm.
Marek Domaracki war geschieden und hatte ein Kind.